# Sint-Ludgeruskerk (Elte)
De rooms-katholieke Sint-Ludgeruskerk (Sankt-Ludgeruskirche) is een onder monumentenzorg vallend kerkgebouw in Elte, een dorp dat sinds 1975 bij Rheine (Noordrijn-Westfalen) werd gevoegd.

## Geschiedenis en architectuur
Het godshuis geldt als de opvolger van een voormalige burchtkapel. Het onderste deel van de toren is laatgotisch. Oorspronkelijk betrof het een kleine zaalkerk in gotische stijlvormen met een polygonale koorafsluiting. De open voorhal op het zuiden werd in 1683 voltooid. In 1925 werd de kerk naar het noorden vergroot en van gewelven voorzien.

## Inrichting
- Het houten hoofdaltaar met het wapen van de prins-bisschop Maximiliaan Hendrik van Beieren, het altaarschilderij stelt de heilige Ludgerus voor.
- Een zijaltaar van zandsteen met passievoorstellingen uit 1684.
- De kanselkuip toont een bisschopsfiguur en dateert uit ± 1400, het klankbord stamt uit de tweede helft van de 16e eeuw
- Een klein doopvont in bekervorm.